# Flakbatterie Hooksiel

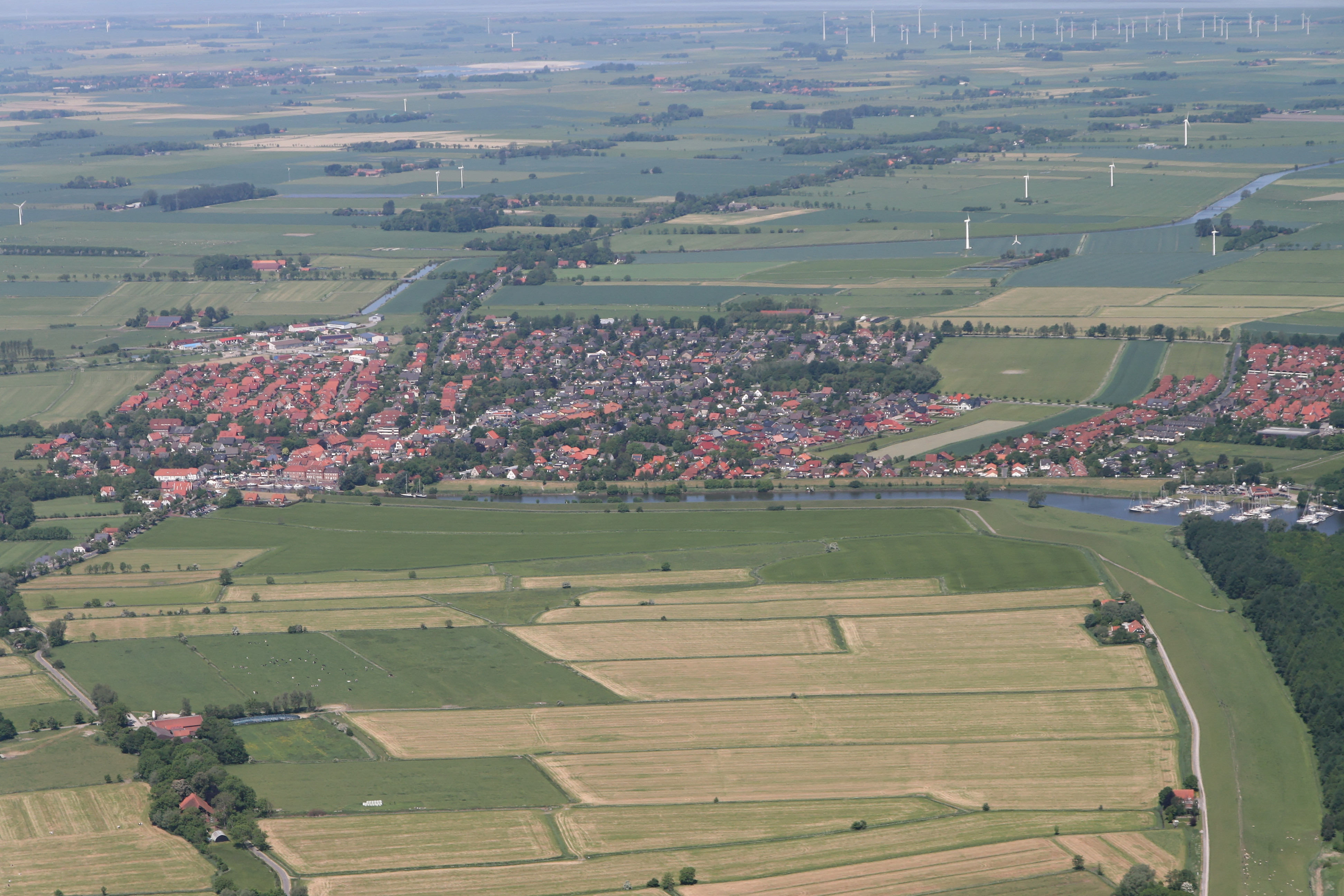
Die ehemalige Flakbatterie Hooksiel lag im Fort Hooksiel, das als bewaldete Fläche am rechten Ortsrand dieser Bildes zu erkennen ist

Die schwere Flakbatterie Hooksiel war im Zweiten Weltkrieg eine verbunkerte Stellung der Marine-Flak im Norden Wilhelmshavens.

## Lage und Aufbau

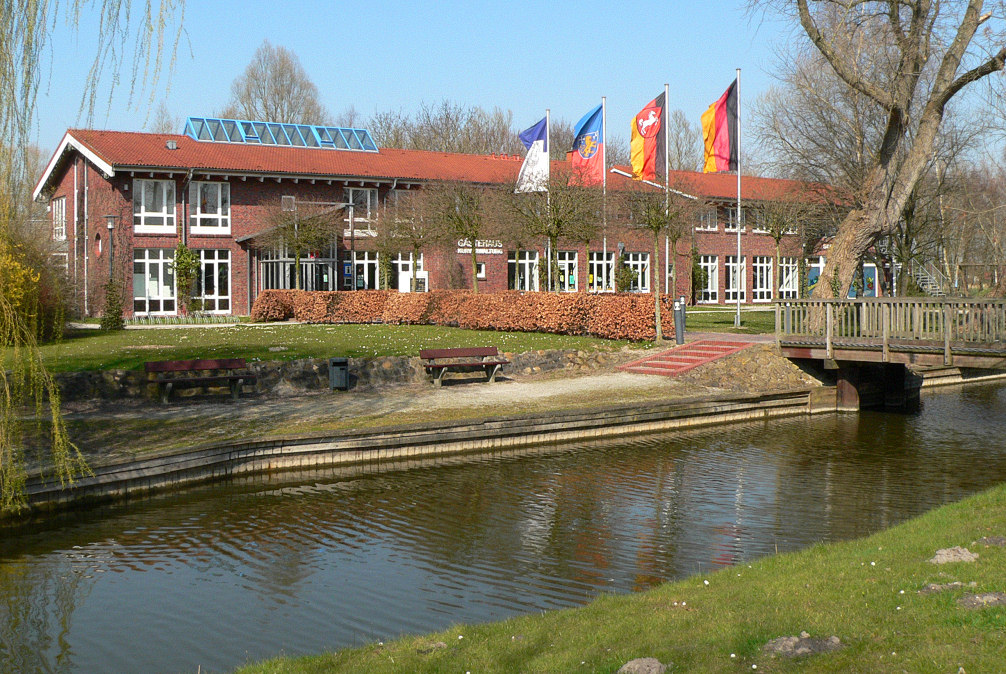
Blick über den Fortgraben auf das ehemalige Batteriegelände

Die Flakbatterie Hooksiel lag im alten Fort Hooksiel. Sie bestand aus vier Geschützhochbunkern, die um das alte Infanteriewerk des Forts angeordnet waren. Im Zentrum der Geschütze befand sich der Leitstand. Das Würzburg-Radar lag im Norden der Anlage außerhalb des Fortgrabens.

### Flak-Untergruppenkommando Nord
Das Flakuntergruppenkommando Nord sowie die Stabskompanie der Marineflakabteilung 282 befanden sich westlich der Flakbatterie Hooksiel.

## Organisatorische Eingliederung

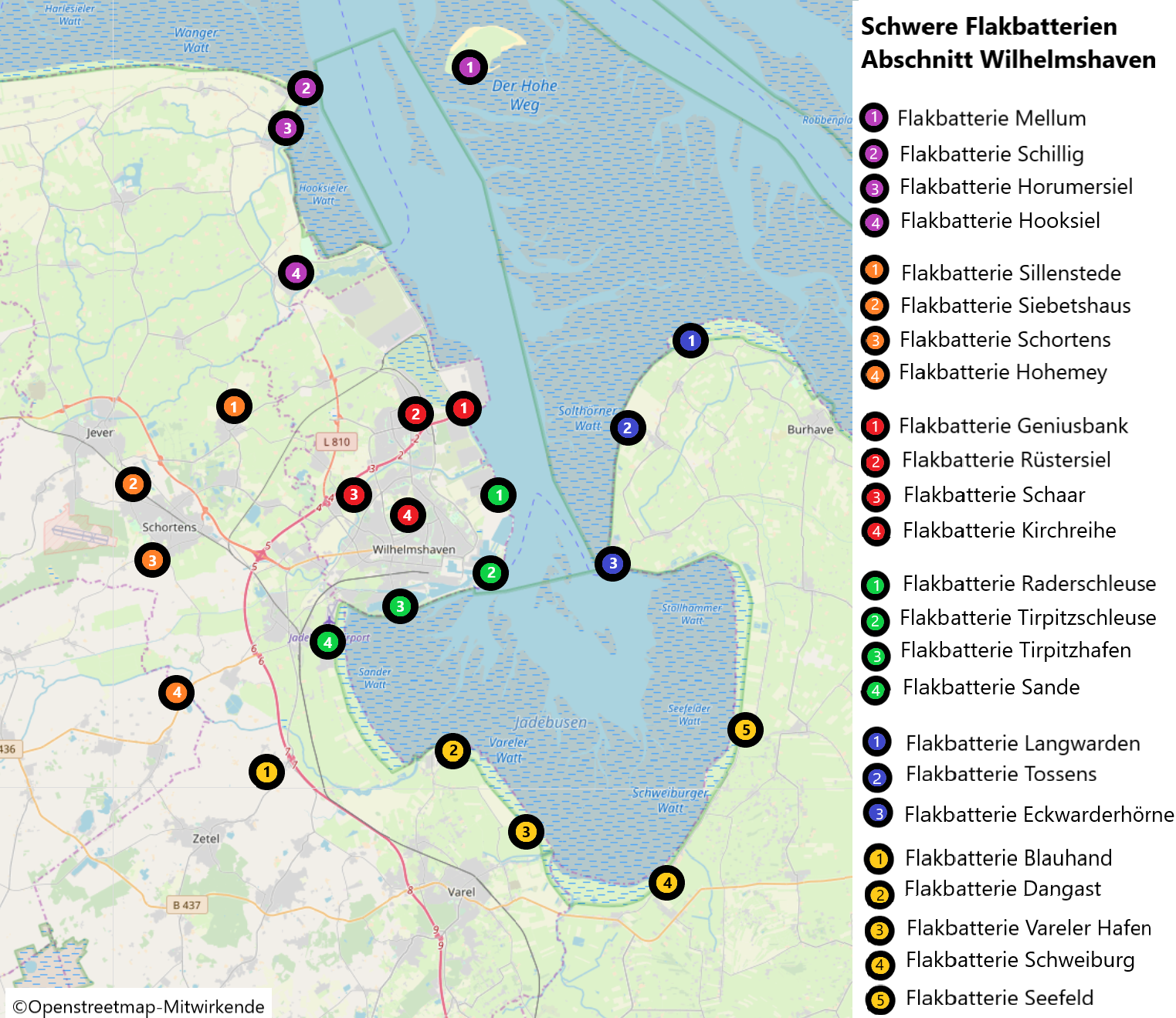
Position der Flakbatterien im Abschnitt Wilhelmshaven

Für die Küstenverteidigung war der Küstenbefehlshaber Deutsche Bucht verantwortlich. Die Batterie gehörte als Teil der II. Marineflakbrigade zum Abschnitt Wilhelmshaven. Die Flakbatterie gehörte zur Marineflakabteilung 282, deren Flakuntergruppenkommando Nord in Hooksiel lag.

## Geschichte

### 8,8-cm – Feldstellung im Fort Hooksiel
Im Oktober 1938, kurz vor der Besetzung des Sudetenlandes, wurde im Fort Hooksiel eine Batterie aus 8,8-cm-Flakgeschützen in behelfsmäßigen Stellungen errichtet. Nachdem sich die politische Lage wieder beruhigt hatte, wurde die Bewaffnung der Batterie Ende 1938 entfernt. Im August der Folgejahres wurde die Batterie infolge der Mobilmachung wieder neu bewaffnet. Am 8. Oktober 1939 meldete man drei Geschütze mit dem Kaliber 8,8 cm gefechtsbereit.

### Ausbau zur Bunkerbatterie
Die Batterie wurde im Frühjahr 1940 zu einer verbunkerten Flakbatterie umgebaut. Sie ähnelte den Batterien in Sillenstede und Hohemey. Ende 1940 waren die Arbeiten beendet. Nun war die Batterie mit vier 8,8-cm-Flakgeschützen und zwei 2-cm-Flakgeschützen bewaffnet. Vor 1942 muss die Umrüstung auf 10,5-cm-Geschütze geschehen sein. Circa ein Drittel der Mannschaft wurde im Juni 1942 zur Flakbatterie Mellum abkommandiert, die bald fertiggestellt sein würde. Im gleichen Jahr wurde ein Funkmessgerät Würzburg installiert. Am 30. Juni 1942 schoss die Batterie Hooksiel einen Bomber vom Typ Stirling I ab, der in Bensersiel notlandete.

### Nachkriegszeit
Heute befindet sich auf dem Gelände des Forts und der Flakbatterie die Touristeninformation Hooksiel. Der Fortgraben ist noch zum großen Teil erhalten.